# Szergej Nyikolajevics Ignasevics
Szergej Nyikolajevics Ignasevics (Oroszul:Сергей Николаевич Игнашевич, Moszkva, 1979. július 14. –) orosz válogatott labdarúgó, hátvéd, a CSZKA Moszkva játékosa, hazájának válogatottsági rekordere. Hatszoros bajnok, hétszer nyert klubcsapataival kupát és szuperkupát, tagja volt a CSZKA Moszkva  2005-ös UEFA-kupa-győztes csapatának. A 2008-as Európa-bajnokságon bronzérmet szerzett az orosz válogatottal.
Pályafutása kezdeti éveit a Torpedo Moszkvánál töltötte, majd a Szpartak Orehovo együttesénél folytatta és itt mutatkozott be az élvonalban is. Az 1999-2000-es bajnokság idején rövid kitérőt tett a Krilja Szovetovnál, ezt követően pedig a Lokomotyiv Moszkva igazolta le, ahol három évet töltött és 2002-ben pályafutása első bajnoki címét is a Vasutasokkal nyerte. 2004-ben írt alá a CSZKA Moszkvához, amely csapattal karrierje legnagyobb sikereit érte el, és amely színeiben több mint 300 alkalommal lépett pályára bajnoki mérkőzésen. 2005-től 2008-ig ő volt a CSZKA csapatkapitánya, így a 2005-ös UEFA-kupa trófeát is ő emelhette elsőként a magasba.
Az orosz válogatottban 2002-ben mutatkozott be, a Szbornaja színeit három Európa-bajnokságon és egy világbajnokságon képviselte. 2015-ben néhány mérkőzésen a nemzeti csapatban is viselhette a kapitányi karszalagot. Ebben az évben megdöntötte Viktor Onopko csúcsát, és ő lett az orosz nemzeti csapat új válogatottsági rekordere. Ignasevics egyike azon négy orosz labdarúgónak akik több mint 400 bajnoki mérkőzést játszottak, és az egyedüli aki több mint 700 mérkőzést játszott a legmagasabb szinten.
A válogatott szerepléstől 2016-ban, 120 mérkőzéssel a háta mögött vonult vissza, azóta már csak klubcsapatában, a CSZKA Moszkvában lép pályára. Pályafutása során 61 gólt szerzett, ezzel az orosz liga történetének leggólerősebb védőjátékosa.

## Sikerei, díjai
Lokomotyiv
- Orosz Premier League: 2002
- Orosz kupa: 2001
- Orosz szuperkupa: 2003

CSZKA Moszkva
- UEFA-kupa (1): 2005
- Orosz Premier League (5): 2005, 2006, 2012–13, 2013–14, 2015–16
- Orosz kupa (6): 2004–05, 2005–06, 2007–08, 2008–09, 2010–11, 2012–13
- Orosz szuperkupa (6): 2004, 2006, 2007, 2009, 2014

Oroszország
- Labdarúgó-Európa-bajnokság: 2008 bronzérem

## Statisztika
2016. december 3-án frissítve.
| Klub               | Osztály                                      | Szezon           | Bajnokság     | Bajnokság | Kupa          | Kupa  | Nemzetközi kupa | Nemzetközi kupa | Összesen      | Összesen |
| Klub               | Osztály                                      | Szezon           | Pályára lépés | Gólok     | Pályára lépés | Gólok | Pályára lépés   | Gólok           | Pályára lépés | Gólok    |
| ------------------ | -------------------------------------------- | ---------------- | ------------- | --------- | ------------- | ----- | --------------- | --------------- | ------------- | -------- |
| Szpartak Orehovo   | Football Championship of the National League | 1999             | 17            | 1         | 1             | 0     | -               | -               | 18            | 1        |
| Szpartak Orehovo   | Összesen                                     | Összesen         | 17            | 1         | 1             | 0     | 0               | 0               | 18            | 1        |
| Krilja Szovetov    | Orosz Premjer-Liga                           | 1999             | 6             | 1         | 1             | 0     | -               | -               | 7             | 1        |
| Krilja Szovetov    | Orosz Premjer-Liga                           | 2000             | 25            | 1         | 2             | 0     | -               | -               | 27            | 1        |
| Krilja Szovetov    | Összesen                                     | Összesen         | 31            | 2         | 3             | 0     | 0               | 0               | 34            | 2        |
| Lokomotyiv Moszkva | Orosz Premjer-Liga                           | 2001             | 22            | 0         | 2             | 0     | 10              | 1               | 34            | 1        |
| Lokomotyiv Moszkva | Orosz Premjer-Liga                           | 2002             | 29            | 1         | 0             | 0     | 10              | 2               | 39            | 3        |
| Lokomotyiv Moszkva | Orosz Premjer-Liga                           | 2003             | 25            | 3         | 2             | 0     | 12              | 2               | 39            | 5        |
| Lokomotyiv Moszkva | Összesen                                     | Összesen         | 76            | 4         | 4             | 0     | 32              | 5               | 112           | 9        |
| CSKA Moszkva       | Orosz Premjer-Liga                           | 2004             | 22            | 1         | 3             | 0     | 7               | 0               | 32            | 1        |
| CSKA Moszkva       | Orosz Premjer-Liga                           | 2005             | 22            | 5         | 6             | 0     | 16              | 2               | 44            | 7        |
| CSKA Moszkva       | Orosz Premjer-Liga                           | 2006             | 26            | 2         | 7             | 1     | 6               | 0               | 39            | 3        |
| CSKA Moszkva       | Orosz Premjer-Liga                           | 2007             | 26            | 3         | 6             | 1     | 7               | 0               | 39            | 4        |
| CSKA Moszkva       | Orosz Premjer-Liga                           | 2008             | 28            | 4         | 2             | 1     | 6               | 0               | 36            | 5        |
| CSKA Moszkva       | Orosz Premjer-Liga                           | 2009             | 29            | 3         | 5             | 0     | 9               | 0               | 43            | 3        |
| CSKA Moszkva       | Orosz Premjer-Liga                           | 2010–11          | 28            | 2         | 2             | 0     | 10              | 1               | 40            | 3        |
| CSKA Moszkva       | Orosz Premjer-Liga                           | 2011–12          | 38            | 5         | 5             | 2     | 12              | 1               | 55            | 8        |
| CSKA Moszkva       | Orosz Premjer-Liga                           | 2012–13          | 28            | 0         | 3             | 0     | 2               | 0               | 33            | 0        |
| CSKA Moszkva       | Orosz Premjer-Liga                           | 2013–14          | 30            | 2         | 2             | 1     | 6               | 0               | 38            | 3        |
| CSKA Moszkva       | Orosz Premjer-Liga                           | 2014-15          | 30            | 0         | 3             | 0     | 6               | 0               | 39            | 0        |
| CSKA Moszkva       | Orosz Premjer-Liga                           | 2015-16          | 25            | 3         | 3             | 0     | 10              | 1               | 38            | 4        |
| CSKA Moszkva       | Orosz Premjer-Liga                           | 2016-17          | 15            | 3         | 1             | 0     | 4               | 0               | 20            | 3        |
| CSKA Moszkva       | Összesen                                     | Összesen         | 346           | 33        | 48            | 6     | 101             | 5               | 496           | 44       |
| Karrier összesen   | Karrier összesen                             | Karrier összesen | 471           | 40        | 56            | 6     | 133             | 10              | 660           | 56       |

### Válogatott góljai
| 1.                          | 2003. június 7.     | St. Jakob-Park, Bázel, Svájc            | Svájc        | 1–2 | 2–2 | 2004-es labdarúgó-Európa-bajnokság (selejtező) |
| 2.                          | 2003. június 7.     | St. Jakob-Park, Bázel, Svájc            | Svájc        | 1–2 | 2–2 | 2004-es labdarúgó-Európa-bajnokság (selejtező) |
| 3.                          | 2003. szeptember 6. | Lansdowne Road, Dublin, Írország        | Írország     | 1–1 | 1–1 | 2004-es labdarúgó-Európa-bajnokság (selejtező) |
| 4.                          | 2009. szeptember 9. | Millennium Stadion, Cardiff, Wales      | Wales        | 2–1 | 3–1 | 2010-es labdarúgó-világbajnokság-selejtező     |
| 5.                          | 2011. október 11.   | Luzsnyiki Stadion, Moszkva, Oroszország | Andorra      | 2–0 | 6–0 | 2012-es labdarúgó-Európa-bajnokság (selejtező) |
| 6.                          | 2014. szeptember 3. | Himki Aréna, Himki, Oroszország         | Azerbajdzsán | 2–0 | 6–0 | Barátságos mérkőzés                            |
| 7.                          | 2014. november 8.   | Groupama Aréna, Budapest, Magyarország  | Magyarország | 1–0 | 2–1 | Barátságos mérkőzés                            |
| 8.                          | 2015. október 9.    | Zimbru Stadion, Chișinău, Moldova       | Moldova      | 1–0 | 2–1 | 2016-os labdarúgó-Európa-bajnokság (selejtező) |
| Frissítve 2016. december 3. |                     |                                         |              |     |     |                                                |

## Külső hivatkozások
- Hivatalos oldala
- Statisztikája a Transfermarkt.co.uk-n